# Oribotritia spinosa
Oribotritia spinosa är en kvalsterart som först beskrevs av Sandór Mahunka 1988.  Oribotritia spinosa ingår i släktet Oribotritia och familjen Oribotritiidae. Inga underarter finns listade i Catalogue of Life.